# Survival (genre)
Survival is een computerspelgenre waarin het hoofddoel is om te overleven in een open wereld. De speler heeft meestal weinig middelen tot zijn beschikking en moet vaak grondstoffen, gereedschappen en wapens vinden en creëren. Survivalspellen hebben veelal geen concreet einde of duidelijke tussentijdse doelen.